# App Inventor
App Inventorは当初Googleが提供していたが、現在はマサチューセッツ工科大学(MIT)が提供している、Android対応アプリケーションソフトウェアを開発するソフトウェアである。コンピュータプログラミングに不慣れな人でも使いやすいように、ScratchのようなグラフィカルインターフェイスやStarLogo TNGのユーザインターフェースを使い、ビジュアルオブジェクトをドラッグ・アンド・ドロップすることで数多くの携帯機器で動くAndroid対応アプリを作成できる。
2010年7月12日に要望に応えて利用できるようになり、同年12月15日に一般公開されたが、2011年12月31日にGoogleは公開を終了した。

## 歴史
App Inventor for Androidの製作中、Googleは教育コンピューティングの重要な先行研究を作成し、オンライン開発環境上で実行した。
ビジュアルブロックプログラミング言語を作成する時にブロック使用ユーザーはOpen Blocks Java libraryを使用する。Open Blocksはマサチューセッツ工科大学のScheller Teacher Education Program (STEP)とリカロス・ロケによる修士論文研究のデバイスによって配布されている。教授でScheller Programを担当しているエリック・クロッパーとダニエル・ウェンデルはOpen BlocksをMIT Licenseで配布している。Open BlocksのビジュアルプログラミングはクロッパーによるSTEPのプロジェクトであるStarLogo TNGやMITメディアラボのライフロング・キンダーガーデン・グループのプロジェクトであるScratchと密接に関連する。これらのプロジェクト自体、積極的な学習によって魅力的で強力なアイデアを発揮できるプログラミングを強調するための構築主義理論に基づいている。さらに、これはシーモア・パパートや1960年代のMIT Logo Groupが始めたコンピュータと教育に関する現在進行中の運動の一つでMINDSTORMSやStarLogoに関するミッチェル・レズニックの著作で提唱されている。App Inventorチームはハル・アベルソンとマーク・フライドマンが率いていた。

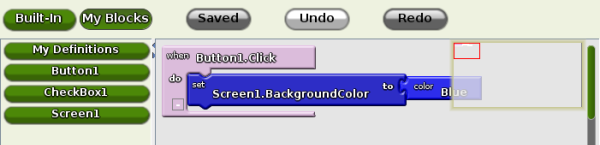
App Inventor Block Editor

Android上で履行するためのビジュアルブロック言語を変換するコンパイラはパー・ボスナーが開発し、フリーソフトウェア財団によるGNUオペレーティングシステムの一部になっているKawaランゲージフレームワークやSchemeプログラミング言語におけるKawaの方言が使用されている。
2011年8月、Googleが自社製品としてのApp Inventorの配布を終了すると同時にコードをオープンソース化すると発表した。現在はMITメディアラボにあるMIT Center for Mobile Learningの一部となっており、App Inventor製作者のハル・アベルソンが同僚でMIT教授のエリック・クロッパーやミッチェル・レズニック（2名ともプロジェクトの立ちあげに関わっていた）と共に手がけている。
2012年1月20日、GoogleはApp Inventorのソースコードがオープンソースになったと発表した。